# Reserva Natural de Hatutu
La Reserva Natural de Hatutu es una reserva natural que abarca toda la isla de Hatutu, en las Islas Marquesas del norte. La reserva fue declarada en 1971 y es el principal sitio de anidación de varias especies en peligro de extinción, muchas de ellas endémicas, incluyendo la curruca de Hatutu de las Marquesas (Acrocephalus mendanae postremus) y la paloma terrestre de las Marquesas (Gallicolumba rubescens). La Reserva Natural de Hatutu alberga una de las colonias de anidación más importantes del piquero de patas azules (Sula nebouxii).